# Atorrante

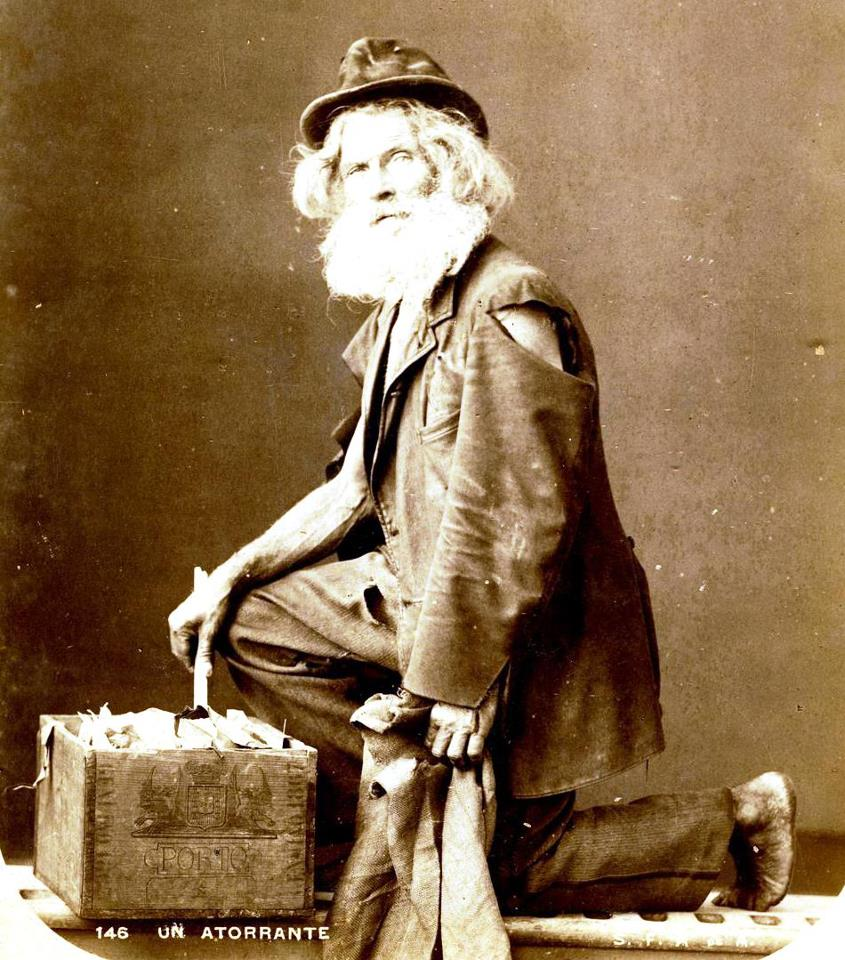
Un indigente o «atorrante» en 1890

La palabra atorrar y su derivado sustantivo atorrante, pertenecientes al lunfardo y utilizadas en el Cono Sur (Argentina, Chile, Uruguay), Paraguay y Perú, han dado origen a varias hipótesis sobre su etimología. Para la Real Academia «atorrante» es un americanismo que significa ‘vago’, ‘holgazán’, ‘desvergonzado’, sin domicilio fijo, que vive de pordiosear.
Según las circunstancias en que sea expresada, la palabra atorrante puede tener un sentido insultante, despectivo, familiar o admirativo; con esta última intención indica persona astuta, alguien que «se sale con la suya» y que tiene la habilidad de seducir o convencer a alguien; de hacer lo que esa persona quiere que el otro haga por él.
En su forma femenina atorranta, según la etimología original, es ‘alguien que duerme o se acuesta en cualquier lugar’.

## Etimología
La palabra ya figuraba en las notas sobre lunfardo tituladas Los Beduínos Urbanos, publicada en La Nación del 18 de marzo de 1879 y Caballeros de Industria del 6 de abril de 1879 con el significado de ‘dormir’.
Una hipótesis no comprobada parte del hecho de que desde fines de la década de 1860 se realizó el entubamiento de aguas corrientes en Buenos Aires, por lo que en algunas zonas costeras de la ciudad de Buenos Aires se ubicaron grandes tubos de desagües pluviales (por el entubado de los arroyos de Granados, Matorras, Manso, etcétera). En tales caños pernoctaban los vagabundos a los que les decían atorrantes (tal cual se los menciona en la novela Quilito, de Carlos María Ocantos, hacia el año 1891), porque en tales caños figuraba la inscripción del titular de una empresa contratista e importadora de los caños llamada «A. Torrant» o «A. Torrans». Así, en 1897 en Memorias de un vigilante, José S. Álvarez hacía referencia a los desgraciados que dormían en los grandes caños apilados en la zona costera de la ciudad.
La idea del pordioseo subyace en la explicación conforme la cual cuando, hacia el fin del siglo XIX, aparecía en los almacenes algún desocupado que solicitaba empleo, lo ponían a torrar el café, por lo cual el calificativo de «atorrante», que correspondía a quien hacía esa, tarea pasó a designar al sujeto mal entrazado, como era generalmente quien se ocupaba de la tostadora.

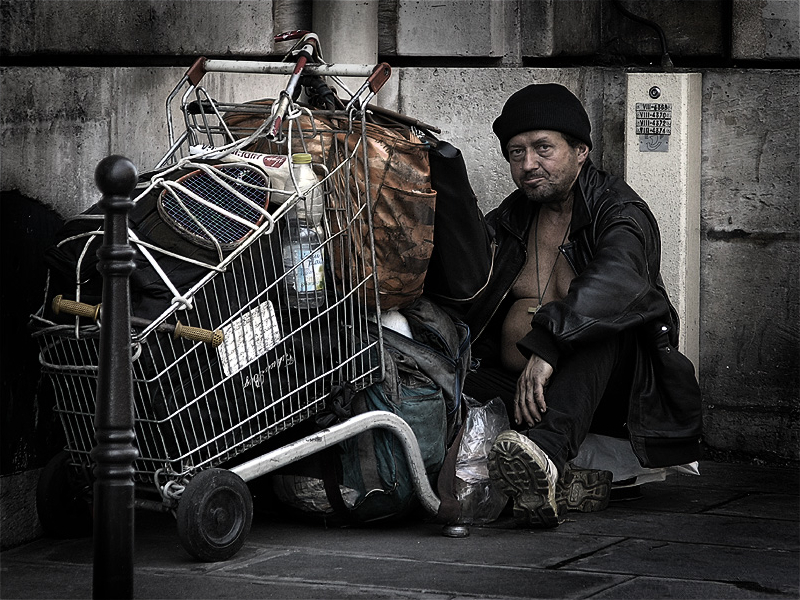
Un «atorrante»

Otra posible explicación, emparentada con la anterior, es que su origen viene de la época de la esclavitud, en lo que hoy es el Río de la Plata, cuando se ponía a los esclavos a tostar las semillas del café, acción que también se conoce como «torrar». Cuando se encontraba a los esclavos descansando en horas en que debían estar tostando el café, se decía que estaban «atorrando». De ahí que se designase dicha palabra para referirse a alguien que no trabaja o no cumple con sus obligaciones o se despreocupa del prójimo.
Otra hipótesis es que la palabra provenga de atorrar, y esta de torare, verbo napolitano de uso generalizado entre la gente baja de las poblaciones costaneras para designar la holgazanería, pero que se aplicaba casi exclusivamente a la tranquila paciencia de los pescadores cuando no hay pesca.

## Derivado
Por vía de aféresis tiene el derivado de «rante» y de «rantifuso», con fuerte tono despectivo.

## Obras
Enrique De Rosas dirigió la película Atorrante (La venganza de la tierra), estrenada el 13 de septiembre de 1939, con Enrique de Rosas, Irma Córdoba y Aída Alberti como los principales actores, y que estaba basada en la obra teatral homónima, de 1932, de Vicente Martínez Cuitiño.
Celedonio Flores en su tango Muchacho (1926) apostrofa «que decís que un tango rante», y en Corrientes y Esmeralda (1933) hace referencia a la «rante» canguela, otra voz lunfarda.
En 2022 el músico español Jose Riaza recorre Argentina con sus canciones en el Atorrante Tour.